# 大岡玲
大岡 玲（おおおか あきら、1958年10月16日 - ）は、日本の著作家、イタリア文学者。東京経済大学教授。
妻は料理研究家の冬木れい。父は詩人の大岡信。母は劇作家の深瀬サキ。妹は画家の大岡亜紀。祖父は歌人の大岡博。

## 略歴
詩人・大岡信と劇作家・深瀬サキの長男として東京都三鷹市に生れる。
中学・高校時代は、文学少年であると同時に、小林信彦の影響を受けた映画少年でもあった。武蔵中学校・高等学校卒業。高校の同級生に有近真澄がいた。
2年の浪人の後、浪人時代に読んだイタロ・カルヴィーノの影響で、東京外国語大学外国語学部イタリア語学科へ入学。大学時代から小説を書き始める。卒業後、同大学大学院外国語学研究科ロマンス系言語専攻修士課程修了。
1987年「緑なす眠りの丘を」が雑誌『文学界』に掲載され、作家デビュー。続いて執筆した第2作『黄昏のストーム・シーディング』で1989年に三島由紀夫賞を受賞。1990年には「表層生活｣で芥川賞を受賞し、初めてこの両賞を受賞した作家となった。
その後、『無作法になり切れない人のための五つの短篇』（1992年）所収の「ジンベイザメになりたかった」で川端康成文学賞、『ブラック・マジック』（2002年）で谷崎潤一郎賞の候補作に挙げられたが、受賞は逸している。『ヒ・ノ・マ・ル』（1992年）は、1997年にSeuil社から仏訳が刊行された（仏語タイトル：「SOLEIL LEVANT」）。
小説以外では書評の執筆が多く、『毎日新聞』「今週の本棚」の執筆メンバーを1993年から2008年まで務めた。また、美術にも造詣が深く、NHK『日曜美術館』の司会（1995年 - 1997年）や、報道・情報番組のコメンテーターとして出演している。そのほか、グルメエッセイ、釣りエッセイの執筆、イタリア語の翻訳なども手がけている。
2006年から東京経済大学経営学部教授。担当は、日本文学など。

## 著書

### 小説
- 『黄昏のストーム・シーディング』文藝春秋 1989年 のち文庫
- 『表層生活』文藝春秋 1990年 のち文庫
- 『ヒ・ノ・マ・ル』新潮社 1992年
- 『不作法になり切れない人のための五つの短編』文藝春秋 1992年
- 『ねぇ、ここ、なおして』講談社 1994年
- 『森の人』講談社 1994年
- 『生きがいクエスト1996』岩波書店 1996年
- 『塩の味』集英社 2000年
- 『ブラック・マジック』文藝春秋 2002年
- 『たすけて、おとうさん』平凡社、2015年

### 評論・エッセイ
- 『リアルでファジーなファンタジー』ティビーエス・ブリタニカ 1993年
- 『食味形容語辞典』平凡社 1996年
  - 改題『日本グルメ語辞典』小学館文庫 1999年
- 『旅ゆけば、酒。』日本経済新聞社 1999年
- 『女は快楽、男は我慢 大岡玲の恋愛論』講談社 1999年
- 『ワインという物語』文春新書 2000年/新版 天夢人 2018年
- 『永遠の夏休み ひかりと本と風と』集英社 2004年
- 『本に訊け!』光文社 2011年
- 『文豪たちの釣旅』フライの雑誌社新書 2012年
- 『男の読書術』岩波書店 2013年
- 『不屈に生きるための名作文学講義 本と深い仲になってみよう』ベスト新書 2016年
- 『日本語はひとりでは生きていけない』集英社 2025年

### 翻訳
- トマス・フィッツシモンズ『日本 合わせ鏡の贈り物』（大岡信共訳） 岩波書店、1986年
- W.S.モーム『月と六ペンス』小学館（地球人ライブラリー） 1995年
- 『宝石の声なる人に プリヤンバダ・デーヴィーと岡倉覚三――愛の手紙』（大岡信との共編訳）平凡社ライブラリー 1997年
- エドガー・アラン・ポー『アモンティラードの樽』小学館（地球人ライブラリー） 1998年
- ロレッタ・セロフィッリ『ちいさなもり』講談社（世界の絵本） 2001年
- アンナ・ローラ・カントーネ『びっくりポピー』講談社の翻訳絵本　2002年
- カルロ・コッローディ『ピノッキオの冒険』角川文庫 2003年／光文社古典新訳文庫 2016年
- パトリチア・ケンディ『王子シッダールタ』全3巻 ホーム社 2003年
- 『今昔物語集』光文社古典新訳文庫 2021年